# 카도마츠 토시키
카도마츠 토시키(角松 敏生 가도마쓰 도시키[*], 1960년 8월 12일 - )는 일본의 싱어송라이터 겸 음악 프로듀서이다. 1981년부터 음악 활동을 이어오고 있다. 나카야마 미호의 앨범 《CATCH THE NITE》(일본어) 및 해당 앨범 수록곡인 〈You're My Only Shinin' Star〉(일본어), 안리의 앨범 《Timely!!》(일본어) 등, 다른 가수의 앨범을 프로듀싱하거나 곡을 쓰기도 했다.